# فابيو ماكنامارا
فابيو ماكنامارا (بالإسبانية: Fabio McNamara)‏ (و. 1957  م) هو ممثل، ومغني إسباني، ولد في مدريد.

## وصلات خارجية
- فابيو ماكنامارا على موقع IMDb (الإنجليزية)
- فابيو ماكنامارا على موقع ميوزك برينز (الإنجليزية)
- فابيو ماكنامارا على موقع ديسكوغز (الإنجليزية)
- فابيو ماكنامارا على موقع قاعدة بيانات الفيلم (الإنجليزية)

- فابيو ماكنامارا في قاعدة بيانات الأفلام على الإنترنت